# Ønsket
Ønsket (original titel: Wish) er en amerikansk computeranimeret fantasy musical spillefilm fra 2023, skabt af Walt Disney Animation Studios. Den er instrueret af Chris Buck og Fawn Veerasunthom og med manuskript af Jennifer Lee og Chris Buck. Filmen indeholder en række originalsange skrevet af kunstneren Julia Michaels.
Filmen havde biografpremiere i Danmark d. 7. december 2023, og er udgivet af Walt Disney Studios Motion Pictures.

## Handling
Filmens handling drejer sig om den 17-årige pige Asha og hendes ged Valentino. De begiver sig ud på et eventyr til det magiske kongerige Rosas, hvor ønsker kan blive til virkelighed.

## Medvirkende
| Figur          | Originale stemmer | Danske stemmer                        |
| -------------- | ----------------- | ------------------------------------- |
| Asha           | Ariana DeBose     | Andrea Lykke                          |
| Kong Magnifico | Chris Pine        | Kenneth M. Christensen                |
| Valentino      | Alan Tudyk        | Sebastian Klein                       |
| Amaya          | Angelique Cabral  | Silke Biranell                        |
| Sabino         | Victor Garber     | Hans Henrik Clemensen                 |
| Sakina         | Natasha Rothwell  | Ilia Swainson                         |
| Dahlia         | Jennifer Kumiyama | Sofie Torp                            |
| Gabo           | Harvey Guillen    | Max-Emil Nissen                       |
| Hal            | Niko Vargas       | Betty Bass                            |
| Simon          | Evan Peters       | Julian Christian Thiesgaard Kellerman |
| Safi           | Ramy Youssef      | Frederik Rose Christiansen            |
| Dario          | Jon Rudnitsky     | Simon Stenspil                        |